# Последње заседање Народне скупштине Краљевине Србије
Последње заседање Народне скупштине Краљевине Србије је одржана 14—21. децембра 1918.

## Ликвидација српске народне скупштине
Пре него што је Народна скупштина могла да настави рад у Београду, чин уједињења Срба, Хрвата и Словенаца био је извршен 1. децембра 1918, па се очекивало да се у најскорије време састане Привремено народно представништво Краљевства Срба, Хрвата и Словенаца. Законодавни послови, после тога времена, требало је да пређу на ту нову представничку установу, после чега је требало у целој уједињеној земљи извршити изборе за Уставотворну скупштину. Проглашењем уједињења, стварно, престала је законодавна функција свију народних представништва на територији уједињене државе. Ta иста судбина чекала је и Српску народну скупштину која је сазвана за 14. децембар у Београду с тим да посвршава некоје најважније послове и да из своје средине изабере чланове који ће ући у Привремено народно представништво.
Седнице Народне скупштине по повратку у ослобођену земљу одржаване су у импровизованој сали хотела „Париз“. Председавао је први потпредседник Љуба Р. Јовановић. Пре прелаза на други рад, Народна скупштина одала је пошту својим помрлим члановима који су умрли у земљи, за време окупације, као и онима који су умрли у иностранству. Констатовано је да су у земљи умрли Тома Зафировић (народни посланик изабран у вароши Врању, убијен од Бугара), Миливоје Ђорђевић, Гаја Милорадовић, Михаило Ђорђевић, Љуба Ђорђевић, прота Герасим Поповић, и Алекса Ратарац, a да су у иностранству умрли Андра Николић, прота Милан Ђурић, Ђорђе Куртовић, Мита Михајловић, Богдан Јанковић, Давид Симић, Димитрије Средојевић, Павле Булић и Чеда Урошевић. Констатовано је да Народна скупштина има 149 чланова и да је тај број довољан да се може радити, a да има 16 упражњених места од којих се са десет листа попуњавања уопште не могу вршити, јер су листе са којих та лица треба да дођу потпуно исцрпене.
предлог закона о ванредном кредиту од 250 милиона динара, онај исти којим се Народна скупштина бавила на последњим седницама које су одржаване на Крфу. Како је тај законски предлог већ прошао кроз одборску редакцију, он је стављен на дневни ред и, после краће дискусије, био усвојен. То је, у исто време, био и последњи закон који је донела Српска народна скупштина.
16. децембра 1918, на 98 редовном састанку од почетка Светског рата, Народној скупштини је свечано саопштен акт уједињења Срба, Хрвата и Словенаца у једну државу. Председник министарства Стојан Протић, који је Народној скупштини учинио то саопштење, прочитао је оба акта која се на то односе: Адресу Народног већа Наследнику Престола Александру и одговор Наследника Престола Александра изасланству Народног већа. Евоцирајући успомене на минуле догађаје, председник Стојан Протић дао је израза радости Краљевске владе и Народне скупштине што ce, после четверогодишњег потуцања по туђини, иако гостопримној, налазе поново у своме слободном престоном граду Београду.
Колико великих промена, колико невероватних слика и доживљаја, и језовитих и сјајних, колико је мучних и тешких a колико опет светлих тренутака, прешло за ово време преко наших глава, a и преко главе целог српског народа сва наша три имена и три вере, сви знамо и сви смо сведоци... Кад смо пре више од четири године морали напустити наш поносити престони град Београд, наш стари вековни народни непријатељ, црно-жути орао хабзбуршки стајао је на домаку Београда, обесан, осион, звецкајући сабљом... Он је већ жудно погледао и сладио како ће му још онда победоносна и појачана једним делом своје ослобођене браће од турског господства, Краљевина Србија, пасти као зрела крушка у крило, и како му већ стоји отворен велики друм германскога похода на Исток, с једне стране у правцу Солуна, a с друге стране у правцу Багдада и Персијског Залива. Његов дотле у међународној историји невиђени ултиматум Краљевини Србији имао је да послужи као увертира за овај грандиозни поход... Стегнута срца, у овом судбоносном часу, кад је живот и наше младе Краљевине, и наше Династије, и целог нашег народа висио о концу, Србија је са својом народном Династијом на челу ипак одлучно примила обесно бачену јој рукавицу пошто је са своје стране покушала отклонити европску олују попустљивошћу и помирљивошћу која је задивила цео свет, и самог непријатеља нашег... Тренутак је био и величанствен и очајан: с једне стране бездан, политичка смрт једног питомог даровитог и витешког народа од 12 милиона душа, с друге стране његово вековима жељено и спречавано народно и државно уједињење!... Данас, после четири године и по од онога тренутка, каква грандиозна промена, какав дубоко промењени став у положају и држању ондашњих и дојучерашших бораца! Наш други вековни непријатељ, орао хабсбуршки, лежи, поломљених крила и груди на земљи, велика немачка царевина која је пре четири године и по мислила да већ држи у својим рукама скиптар светског господарства, пребољева једну велику унутрашњу кризу.... Онај очајни положај наше младе Краљевине и целога нашег народа претвара се у један величанствен призор, пун добре наде и најлепших изгледа за будућност целокупног нашег народа: кинеским зидом раздвојени и силом растргнути делови нашег народа спајају се, својом јасно и несумњиво израженом вољом у једну нераздвојну народну и државну целину, у једну Краљевину Срба, Хрвата и Словенаца. Тако жудно жељено и толико давно очекивано наше народно и државно јединство већ бележи своје прве мене и прве тековине и творевине...
Стојан Протић је даље саопштио Народној скупштини да, у часу:
... кад ово говорим, ми већ имамо нову заједничку и једну државу: Краљевство Срба, Хрвата и Словенаца, којему истина још нису међународним уговором утврђене територијалне границе, али које су границе обележила велика начела свечано проглашена од наших Савезника... Наша храбра војска која је у својим редовима бројала већ војнике и официре из свих крајева и из свих делова нашег народа, дала је овим границама поуздану подлогу ослобођењем свих народних територија од непријатеља, a наша ритерска верност својим великим Савезницима и заједничкој светој ствари и у најтежим и у најкритичним часовима овог великог светског окршаја, од почетка до краја, још је појачала наше право и нашу веру да ће се границе нашег новог Краљевства поклапати с границама простора на коме наш народ живи у непрекинутом реду...
Речи председника министарства Стојана Протића Народна скупштина саслушала је са бурним одобравањем и акламацијама, које су се поновиле и кад је узео реч потпредседник Народне скупштине Љуба Р. Јовановић.
... Ево дана и ево часа
казао је председавајући Јовановић...
на који се мислило, за који се радило, за које је страдало и за који је живело наше племе Од сеобе народа, која је можда једина била овако крупан догађај у историји људи, као што је овај рат, ми смо, ми Словенци, Хрвати и Срби, кроз векове носили сви, више или мање, јасну идеју свога уједињења. Све што смо у прошлости имали најбоље и највише у племену, радило је за овај чин, који је данас свршен. Славимо га и радујмо му се. Радујмо му се, иако смо га искупили ужасном ценом. Ta цена, то је источена најбоља крв наше земље, то је сатрвена најјача снага њена, то је уништено тециво многих радних поколења пре нас... Све смо дали, да би ово све добили. Наши песници су прижељкивали у песмама ово, што ми јавни радници освећујемо као свето дело и јаву:
И сврши се љута битка,
И преби се сабља бритка,
И златна се круна смрви,
И потону све у крви —
Мртва леже цара оба...
Тако се певало о Косовској бици, пошто смо ту битку били. Онда смо све уложили да сузбијемо освајачку најезду из Азије, као што смо све уложили да се одупремо најезди германској из средње Европе. На Косову смо успели спасти част свога племена, a сада и част и правду. Ми смо војевали за правду и извојевали је... Извојевали с народима чије ће нам друштво чинити вечиту част и славу, и које ће наше потомство помињати са чашћу, славом и захвалношћу.
... У тој борби није нам уштеђено ни једно искушење, ни безбожна грубост непријатеља, ни тешке болести, ни подмуклости суседа, ни издаја. Из строја је изашла, пре довршене борбе, и наша велика сестра Русија којој иду и данас наше најбоље жеље. Све препоне на пут бјеху, циљу доспјех великоме!
... Народна скупштина прима одушевљено и на најсветлији лист својих анала заводи свечано свршени чин, чин јединства нашег троименог народа. Она ће вољно и предано приступити свему што намеће потреба организације нове велике државе наше. Она сматра да су опасности прошле, a настао период трудног изграђивања, боље заједничке будућности и народног кућења....
... Границе наше нове државе нека се повуку по праву сваког народа да живи под својим кровом и да у својој средини не допусти ничију туђу власт. Ми смо пет векова били жртва инвазија Турске. Утрошили смо читав век напора и читаво људство жртава да се спасемо друге инвазије тевтонске. Нека не буде више никаквих инвазија, ни покушаја инвазија на Балкан. Нека их не буде ни малих, ни великих, ни с Истока ни са Севера, ни са Југа, па ни са Запада. Нека нам припадне све што је наше, a нашим суседима све што је њихово. Нова историја народа не може се створити, ако остану живе старе заблуде и обнове се старе погрешке. Што се Балкана тиче, он нека остане народима који живе на њему.
... Ми, дакле, региструјемо добити створене правде према нашем племену. Региструјемо, у исти мах, и велики дуг својој војсци, и свим јунацима нашег племена и наших савезника... И онима који су доживели срећу да виде остварено највеће племенско дело, откако је нашег племена, и онима који су положили главе и здравље. За то дело, нова отаџбина наша има да даде видне знаке признања и захвалности. Деца погинулих ратника и инвалида морају остати народне пупиле, све док не стигну на снагу да продуже службу отаџбини коју су часно служили њихови родитељи. На правди нападнути народ наш, његови срушени домови, његова уништена добра, његово пограбљено и у непријатељску туђину однесено благо имају бити задовољени и надокнађени.
... Мислим да погађам мисли и намере целе Народне скупштине ако јој предложим да, примајући с поверењем изјаву нове владе, донесе и у записнике своје унесе ову одлуку:
Народна скупштина Краљевине Србије — срећна је што може овим дати и са своје стране политичку потврду свршеном делу уједињења Срба, Хрвата и Словенаца. Она верује да ће границе државе бити повучене, a да се не повреди нашем народу право да се сам определи, и очекује да влада до краја брани то право. Она очекује такође, да ће како треба бити нетакнуто брањено и признато право нашег народа на накнаду штета, које су му противправно учињене, и на казну лица одговорних за страшна недела и злочине почињене над њим у току рата.

Господо посланици! Устаните да се захвалимо Богу за спас свога народа, да се поклонимо пред сенима палих и заслугама заслужних, да одамо хвалу и признање својим племенитим Савезницима и да из пуних груди узвикнемо: Да вечно живи, у части и слави, међу слободним народима, уједињени народ Срба, Хрвата и Словенаца.
Цела Народна скупштина устала је на ноге да ода почаст палим жртвама и бурно акламира државном и народном јединству. После кратке дискусије у којој су узели реч Драгиша Лапчевић (социјалиста) и Настас Петровић (радикални дисидент) Народна скупштина једногласно је примила изјаву Председника Министарства Стојана Протића и предлог председништва Народне скупштине.
Истога дана Скупштина је прешла на претрес предлога закона о ванредном кредиту у износу од 250 милиона динара. После тога имало се приступити избору чланова који треба да уђу у Привремено Народно представништво, али је пре тога, на предлог Милорада Драшковића, донесена ова одлука:
Примајући на знање саопштење Краљевске владе да су се политички фактори свих покрајина Краљевине Срба, Хрвата и Словенаца сагласили о саставу једног Народног представништва за целу Краљевину, и о броју којим ће свака од покрајина бити у том представништву заступљена, Народна скупштина решава:
- 1) Да од броја који пада на Краљевину Србију изабере одмах 84 посланика сама Народна скупштина гласањем за листу коју предложи председништво Народне скупштине, a да се за области присаједињене Србији 1913. резервишу 24 места која ће се попунити пошто се у тим крајевима изврше потребни избори од 48 посланика и заступника који се имају одмах обавити;
- 2) Свакоме од делегата за Народно представништво изабраће се истовремено и заступници за случај да се место делегата упразни било оставком на делегатство, било ма на који други начин. Исто лице може бити заменик више делегата;
- 3) Правни положај свих народних посланика Краљевине Србије, разуме се, остаје исти, све док се не изврше нови избори за Уставотворну народну скупштину;
- 4) Заједничко Народно представништво састаће се 1. марта 1919. по новом календру, ако Краљевским указом не буде раније сазвано, и остаће на окупу до састанка Уставотворне скупштине. Ако до дана утврђеног за почетак рада Народног представништва не би били изабрани сви чланови оно ће почети пуноважно дејство са оним бројем чланова који до тога дана буде изабран.
- 5) Народно представништво израдиће само свој Пословник, a док то не буде учињено, радиће се по закону о пословном реду у Народној скупштини Краљевине Србије, уколико се он може применити;
- 6) Влада одговара Народном представништву по уобичајеном парламентарном реду;
- 7) Права иницијативе, анкете и парламентарне контроле остају у свему онако, како су прецизирана Уставом Краљевине Србије. Резултати анкете саопштавају се влади преко Народне скупштине ради даљих мера. Питања, покренута у Народној скупштини интерпелацијама, питањима и предлозима, ликвидираће се у Народном представништву место у Народној скупштини, ако они који су их покренули остану при њима.

Скупштина је изгласала ову одлуку и на тај начин своју досадашњу функцију пренела на Привремено народно представништво, које је требало да се у месецу марту састане у Београду.
За делегате Народне скупштине у Привремено народно представништво изабрани су једногласном одлуком: Алекса Жујовић, др. Александар Мијовић, Андрија Цветковић, Андрија Протић, Андрија Станић, Атанасије Шарковић, Богдан Михајловић, Боривоје Поповић, др. Велизар Јанковић, Велисав Михаиловић, Велисав Вуловић, Веља Вукићевић, др. Вој. Маринковић, др. Вој. Вељковић, Дим. Машић, Дим. Попадић, Драгић Муцић, Драгиша Лапчевић, Драг. Божиновић, Драг. Јоксимовић, др. Драг. Павловић, Драгутин Пећић, Драгутин Васић, Ђока Брачинац, Ђорђе Златковић, Ђорђе Несторовић, Живојин Златановић, Живојин Златић, Живојин Рафајловић, Живојин Тајсић, Живојин Шобић, Илија Илић, Илија Михајловић, Јаша Продановић, Јосиф Бојиновић, Јоца Селић, Јоца Јовановић, Коста Тимотијевић, Коста Стојановић, Крста Марковић, Лаза Поповић, Маринко Станојевић, Марко Трифковић, Миладин Стефановић, Милан Капетановић, Милан Марјановић, др. Милан Марковић, Миливоје Башић, Милован Лазаревић, Милоје Живановић, Милорад Драшковић, Милорад Павловић, Милутин Драговић, Милутин Станојевић, Милош Трифуновић, Михаило В. Илић, Михаило M. Илић, Михаило Јовановић, Михаило Радивојевић, Михаило Шкорић, др. Момчило Нинчић, Настас Петровић, Никодије Милетић, Никола Пашић, Пера Јовановић, др. Пера Јовичић, Петар Вуксановић, Радослав Агатоновић, Ранко Обрадовић, Сава Бајкић, Светозар Ђорђевић, Светозар Хаџић, Сима Перић, Сретен Којић, др. Станојло Вукчевић, Стојан Рибарац, Стојан Костић, Стојан Протић, Тихомир Драшковић, Тихомир Константиновић, Тодор Станковић, Урош Ломовић, Чеда Костић, Чеда Гагић. — У исто време Народна скупштина је за сваког делегата изабрала и по једног заменика, како је предвиђено у одлуци која је претходно донесена.
На предлог министра финансија др. Момчила Нинчића, Финансијски одбор Народне скупштине повисио је суму од 250 милиона динара, колико је раније тражено у предлогу закона о ванредном кредиту, на 300 милиона динара. Скупштина је при дефинитивном изгласавању примила ту измену, a по томе је извршила избор 20 чланова за анкетну комисију којој је стављено у задатак да испита рад при пошиљци новаца, пакета, и осталог, у канцеларији и обавештајном бироу на Крфу, у Солуну и у Женеви, 20 чланова за анкету о истрази поводом побуне у Топличком округу и другим крајевима, и извршила попуну анкетне комисије којој је било стављено у дужност да испита злоупотребе при набавкама у војсци, док су у одбор за контролисање поверљивог кредита изабрани др. Станојло Вукчевић, Милорад Драшковић, др. Војислав Маринковић и др. Воја Вељковић.
Последња седница Српске народне скупштине одржана је 21. децембра 1918.